# イオンモール大牟田
イオンモール大牟田（イオンモールおおむた）は、福岡県大牟田市岬町に所在するイオンモール株式会社運営のモール型ショッピングセンターである。

## 概要
大牟田市の西部、有明海近くに立地し、近隣には有明海沿岸道路大牟田ICや諏訪公園、大牟田市石炭産業科学館などがある。
当初、イオン小郡ショッピングセンターとともに2009年に開業する予定であったが、世界的な不況やテナント獲得不足などの理由により開業を延期し建設もストップさせていた。その後、テナントの獲得にめどが立ったことなどから建設を再開し、2011年3月18日に開業した。
建物は鉄骨造地上2階建て、専門店モール長は約250mである。敷地内には、北側の遊水池に約25種に及ぶ希少生物の生息環境保全を目的としたビオトープが整備されるほか、大牟田市消防本部の要請によりドクターヘリ離着陸用のヘリポートが設置されている。

## 沿革
- 2008年（平成20年）1月22日 - 開発計画を発表[6]。
- 2010年（平成22年）2月17日 - 開業予定時期を正式発表[7]。
- 2011年（平成23年）
  - 3月6日 - イオンふるさとの森づくり植樹祭を開催。
  - 3月16日 - プレオープン[8]。
  - 3月18日 - 正式開業。
    - 3月11日に発生した東北地方太平洋沖地震（東日本大震災）を考慮し、オープニングセレモニーなどの開業関連のイベントは自粛となった[9]。

## 主なテナント

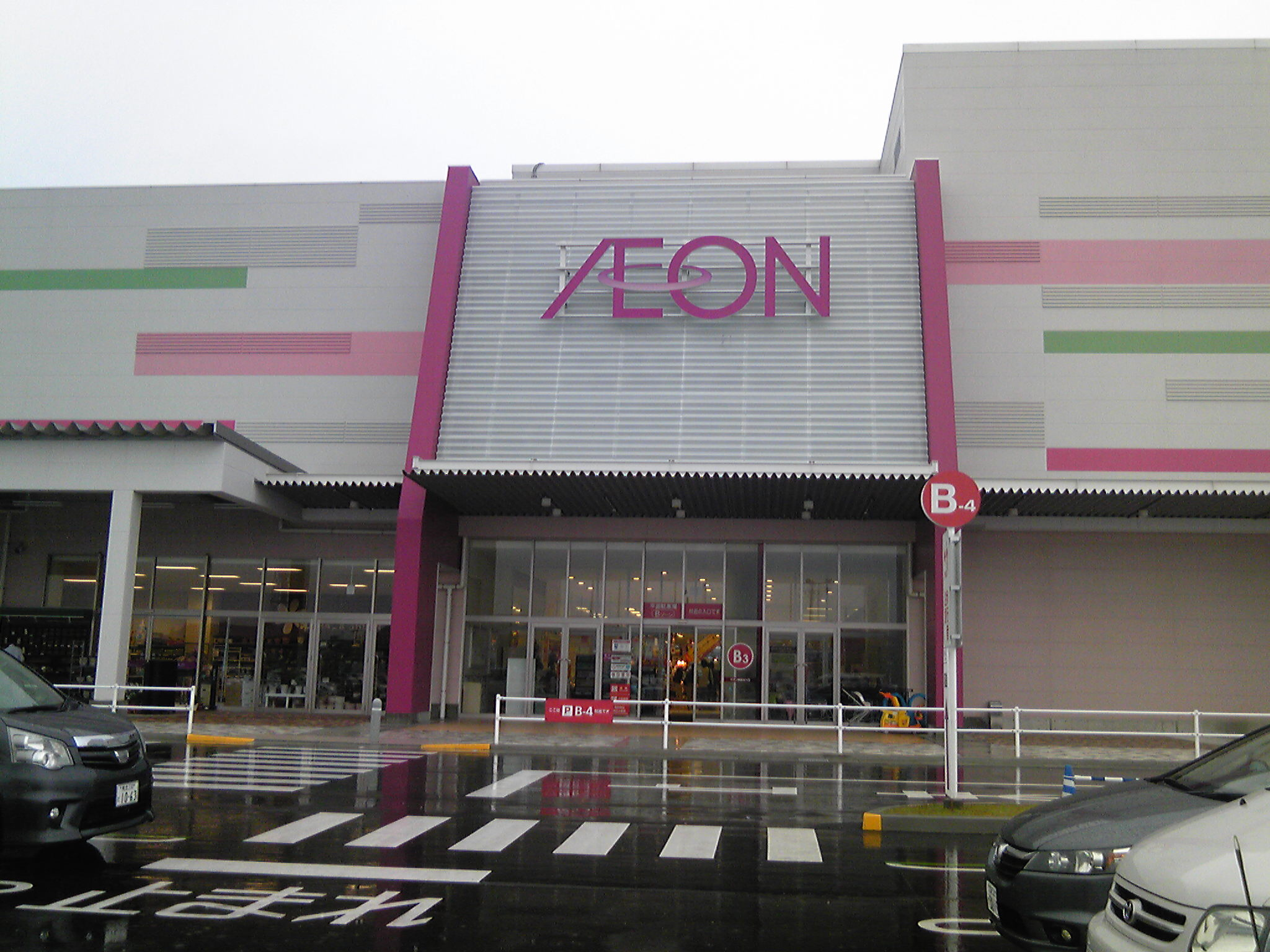
イオン大牟田店

核テナントはイオン九州株式会社が運営する総合スーパー・イオン大牟田店 である。イオンブランドの新設店舗としては九州初となる。
このほか、シネマコンプレックスと約140の専門店が出店している。専門店のうち10店舗が九州初出店、76店舗が筑後地区初出店である。出店テナント全店の一覧・詳細情報は公式サイト「ショップリスト」を、営業時間およびATMを設置する金融機関の詳細は公式サイト「営業時間・サービス案内」を参照。

### イオン大牟田店
1階は食料品、化粧品・医薬品などのヘルス&ビューティと台所用品・日用雑貨などの暮らしの品を、2階は衣料品全般と玩具などを扱う。

### セントラルシネマ大牟田
- セントラルシネマ大牟田（旧称：大牟田セントラルシネマ[12]）
  - イオンモール宮崎内のセントラルシネマ宮崎と運営会社は共通である。かつて、運営会社の親族が大牟田市中心部に「セントラル劇場（シネマセントラル）」を運営していたが、2006年に閉館している[13]。
- ありあけコート（大規模アトリウム） - 8店舗・約700席のフードコート、イベントスペース、キッズスペースを設置[3]。三井三池炭鉱跡の煉瓦造建造物・三井港倶楽部などをデザインモチーフとしている[3]。

## アクセス
- 大牟田駅より西へ約1.5 km      
  - 大牟田駅西口停留所より西鉄バス大牟田イオンモール大牟田線（8番バス）で約6分

## ギャラリー

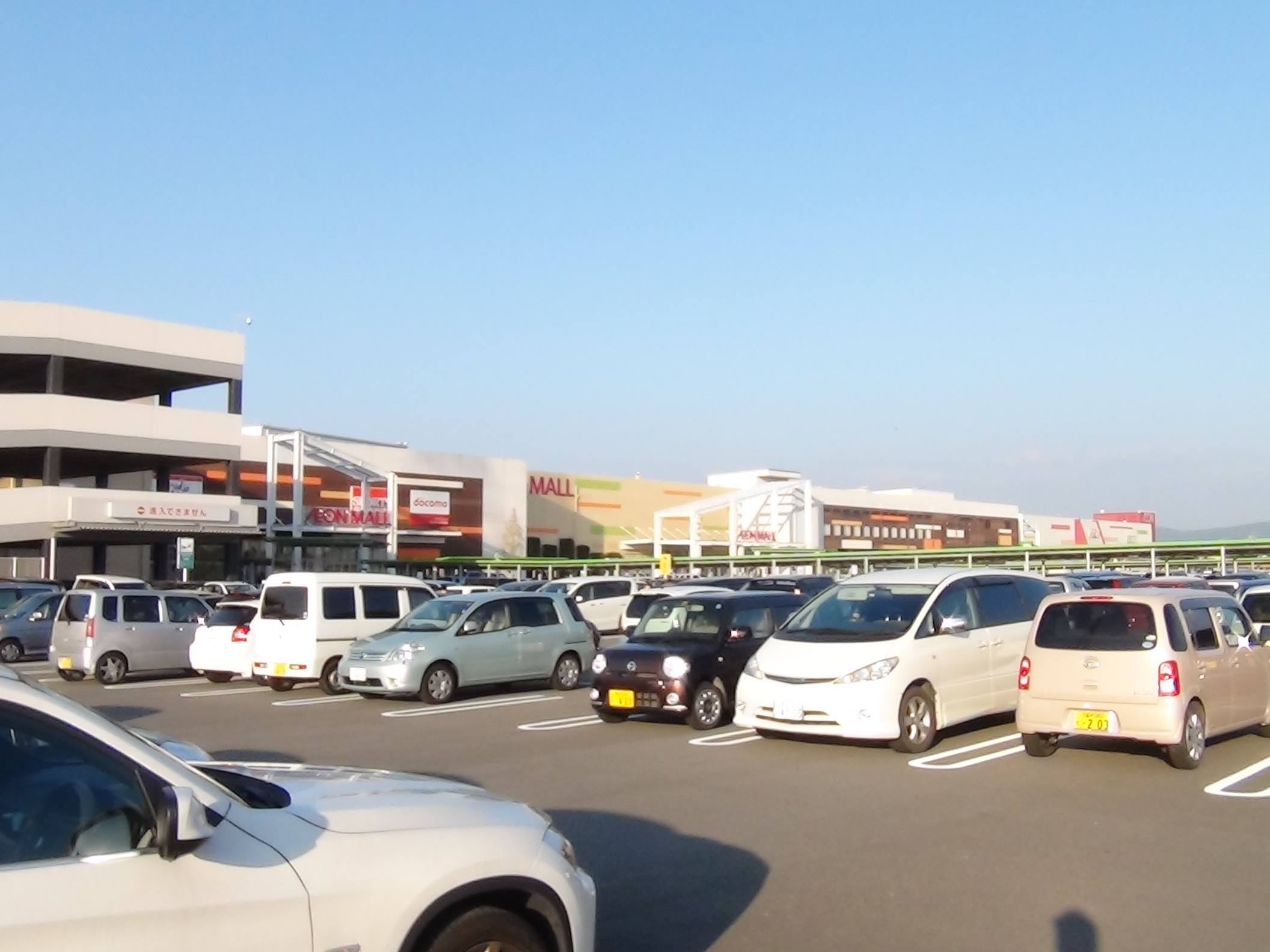
イオンモール大牟田全景 （別角度より撮影）
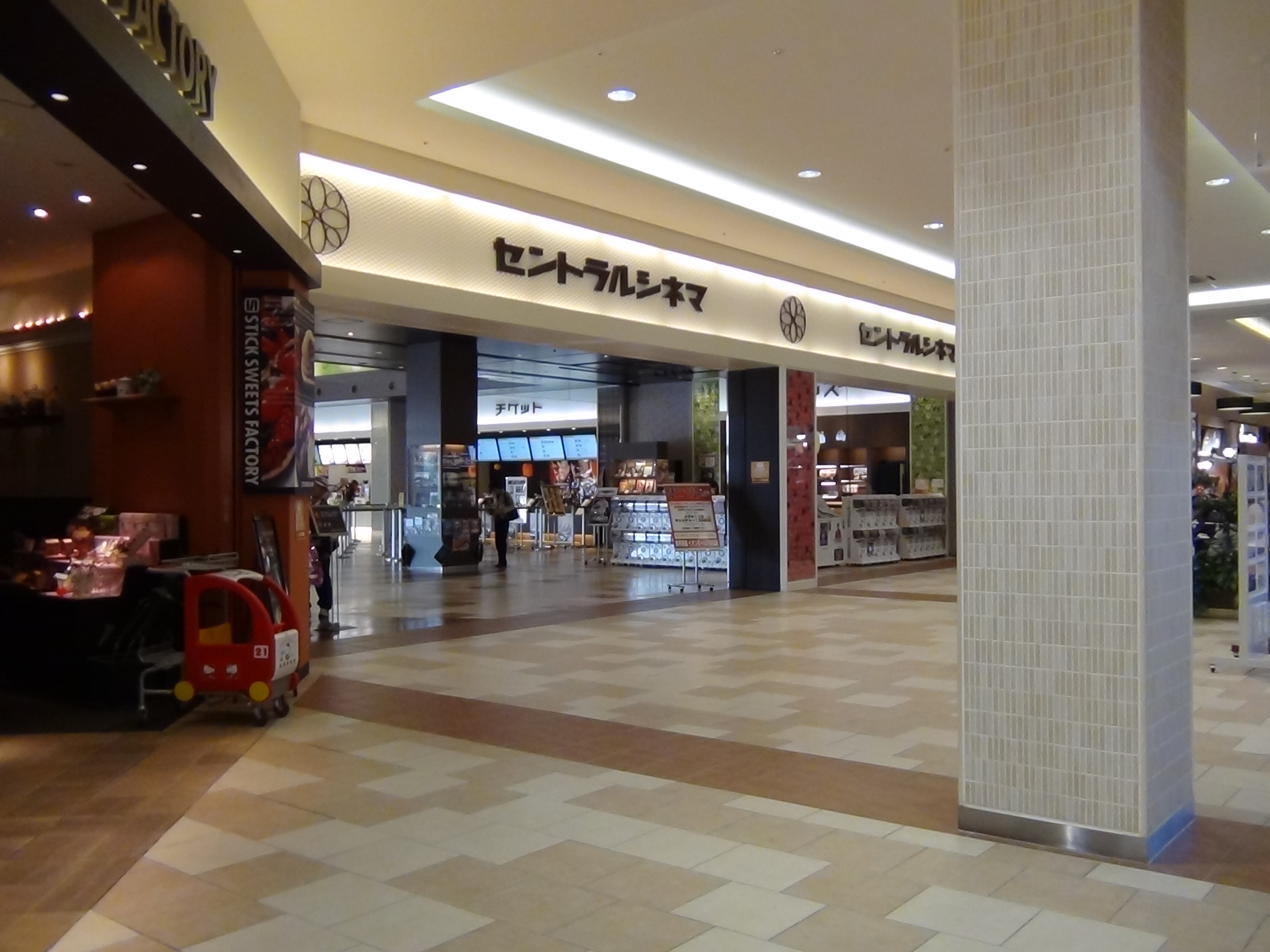
セントラルシネマ大牟田入口
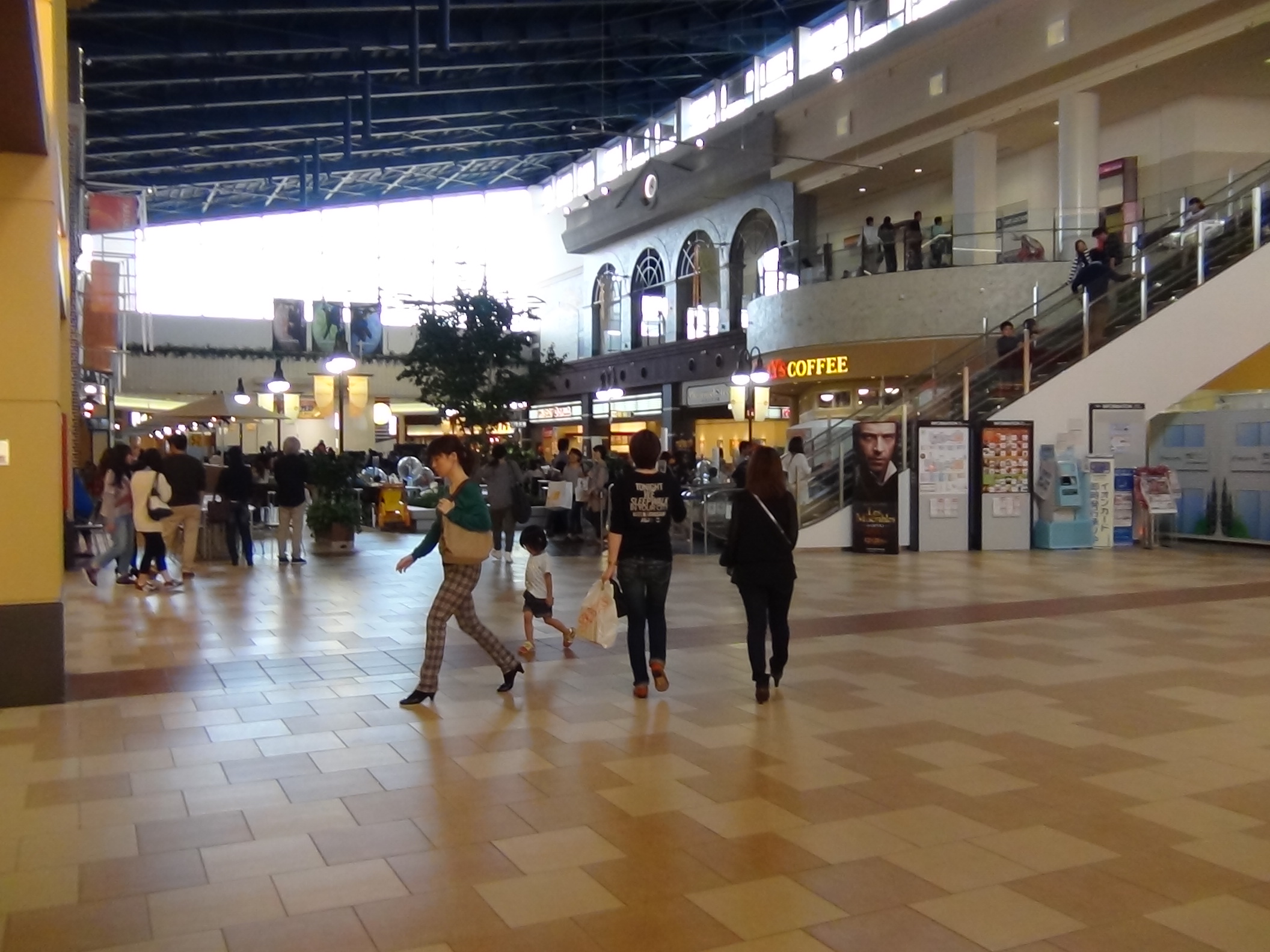
ありあけコート
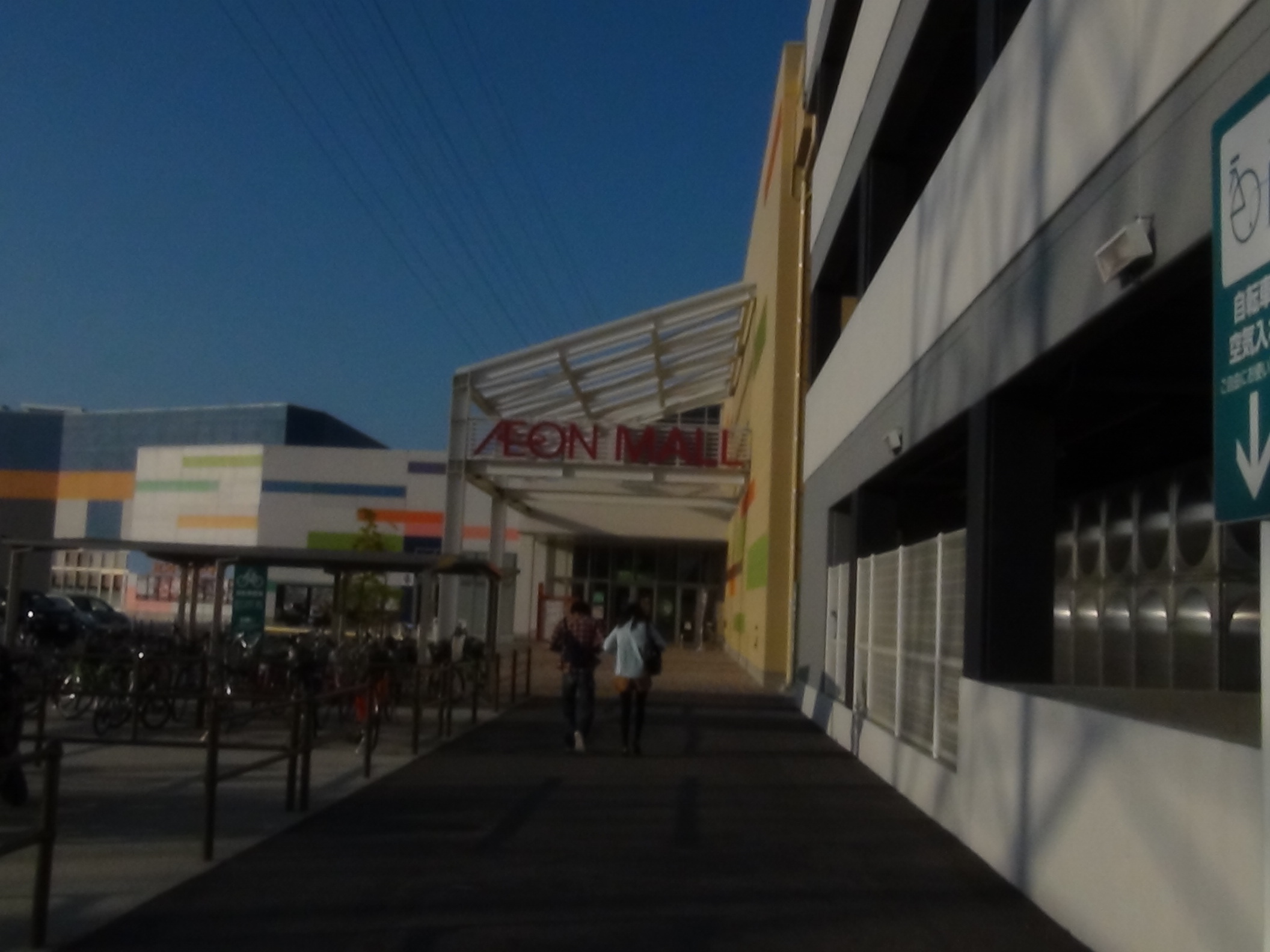
ありあけコート側入口

## 近隣の商業施設
- ゆめタウン大牟田